# Quintino (disc jockey)
Quintino, pseudonimo di Quinten Van Den Berg (Den Helder, 21 settembre 1985), è un disc jockey e produttore discografico olandese.

## Carriera
All’età di 18 anni Quintino viene scoperto dal dj Laidback Luke. Ottenne un notevole successo grazie al remix del singolo Rap Das Armas di Cidinho & Doca del 2008 (arrivato alla posizione 16 nella Top Chart olandese) e grazie al singolo Epic del 2011 in collaborazione con Sandro Silva, traccia in grado di raggiungere la vetta della Chart olandese e la posizione 16 in Belgio e 14 in Svizzera.
Ottenuto successo, dal 2012 firma per l’etichetta discografica Spinnin' Records con la quale, nel corso degli anni, pubblica nuove hit come Jackpot, Puzzle, Dynamite, Go Hard, Slammer, Genesis, Winner, Aftermath, Devotion, Freak, Party Never Ends e Knockout, collaborando con artisti di fama mondiale come Blasterjaxx, R3hab, MOTi, Tiësto, Mercer, Ralvero, Deorro, Alvaro, Yves V, Curbi e Alok.
Nel 2018 approda anche sulla Ravealed Recordings, l’etichetta discografica di Hardwell, con la quale produce vari singoli come Woest, Scorpion, Baldadig e Reckless. Inoltre collabora col duo Dimitri Vegas & Like Mike per i singoli Slow Down, Boing e The Chase oltre a vari remix.
Nel 2019 pubblica Party Never Ends con il brasiliano Alok, brano che, nel luglio 2020, raggiunge il traguardo delle 25 milioni di riproduzioni sulla piattaforma online Spotify.

### Top DJ Mag
Classifica annuale stilata dalla prestigiosa rivista DJ Magazine
- 2014: #86 New Entry[2]
- 2015: #80
- 2016: #32
- 2017: #30
- 2018: #25
- 2019: #25
- 2020: #33
- 2021: #30

## Discografia

### Album
- 2019: Bright Nights

### EP
- 2016: Go Harder
- 2016: Go Harder, Pt.2
- 2017: Go Harder, Pt.3: Do or Die
- 2018: Go Harder, Pt.4: EDM's Revenge

### Singoli
- 2008: Supersoniq
- 2008: Wooker
- 2009: Heaven (feat. Mitch Crown)
- 2010: You Know What
- 2010: You Can't Deny (feat. Mitch Crown)
- 2010: Sustain
- 2010: Can You Feel It (con Alvaro)
- 2010: My House
- 2010: Fire (con The Partysquad)
- 2010: Drop The Beat
- 2010: I Feel
- 2011: Music Oh (con Apster)
- 2011: Selecta (con Afrojack)
- 2011: World Is Calling (con Groovenatics feat. Jaren)
- 2011: Raider
- 2011: Epic (con Sandro Silva)
- 2012: The One And Only
- 2012: We Gonna Rock
- 2012: Circuits (con MOTi)
- 2012: Kinky Denise (con MOTi)
- 2013: United (con Tiësto e Alvaro)
- 2013: Jackpot (con Ralvero)
- 2013: World In Our Hands (con Alvaro)
- 2013: Puzzle (con Blasterjaxx)
- 2013: Dynamite (con MOTi feat. Taylr Renee)
- 2014: Go Hard
- 2014: Crash (con MOTi)
- 2014: Blowfish (con Kenneth G)
- 2014: Slammer (con FTampa)
- 2014: Genesis (con Mercer)
- 2015: Winner
- 2015: Escape (Into The Sunset) (feat. Una Sand)
- 2015: Aftermath (con Sandro Silva)
- 2015: Devotion
- 2015: Scorpion (Hardwell edit)
- 2015: Unbroken (con Yves V)
- 2016: Freak (con R3hab)
- 2016: Can't Fight It (con Cheat Codes)
- 2016: Lights Out (con Joey Dale feat. Channii Monroe)
- 2016: Underground
- 2016: Baldadig (con Hardwell)
- 2017: Carnival
- 2017: Lost In You (con NERVO)
- 2017: I Just Can't (con R3hab)
- 2017: Good Vibes (con Laurell)
- 2018: Woest (con Hardwell)
- 2018: Slow Down (con Dimitri Vegas & Like Mike)
- 2018: Patser Bounce (con Dimitri Vegas & Like Mike)
- 2018: Mayhem (con Steve Aoki)
- 2018: Brasil Connect
- 2018: Get Down (con Curbi)
- 2018: Knockout (con Deorro e MAKJ)
- 2018: Heey Ya
- 2018: Inferno
- 2018: How It's Done
- 2019: Can't Bring Me Down
- 2019: Teqno (Music Is The Answer)
- 2019: Tututu
- 2019: Party Never Ends (con Alok)
- 2019: Reckless (con Hardwell)
- 2019: Boing (con Dimitri Vegas & Like Mike con Mad M.A.C.)
- 2019: Make Believe
- 2019: Don't Lose Love (con Afsheen feat. Cher Lloyd)
- 2020: The Drill
- 2020: The Chase (con Dimitri Vegas & Like Mike)
- 2020: Manimal (con Richie Loop)
- 2020: Get You Home
- 2020: Switch Back
- 2020: Ruins (con Mike Cervello)
- 2020: Out Of This World (feat. Kifi)
- 2020: It's Beginning To Look A Lot Like Christmas
- 2021: Bad Bees (feat. Harrison First)
- 2021: Coming Home
- 2021: Outbreak
- 2021: Quechua (con Thomas Gold)

### Remix
- 2008: Cidinho & Doca – Rap Das Armas (Quintino Remix)
- 2014: Pep & Rash – Fatality (Quintino Edit)
- 2020: Regard – Ride It (Dimitri Vegas & Like Mike e Quintino Remix)
- 2020: Tiësto & Vintage Culture – Coffee (Quintino Remix)